# 日落湄南河 (2013年电影)
《日落湄南河》（泰語：คู่กรรม），由基蒂科恩·利亞西里昆 （Kittikorn Liasirikun）執導的2013年浪漫戰爭電影。該故事改編自托瑪雅提（Thommayanti）的小說《胡錦河》（Khu Kam），是一個以第二次世界大戰時期的泰國為背景的三角戀情片，描繪了一位日本帝國海軍軍官與参與自由泰人運動的泰國女孩之間星羅棋布的浪漫故事。此片於2013年上映。
由納得克·釘宮飾演進入泰國的日軍海軍軍官小堀（Kobori），奧蘭娜特·D·卡芭蕾斯飾演泰國年輕女子安蘇馬林（日文名 Hideko（ひで子）），安蘇馬林對小堀的感情因其強烈的反日意識而變得複雜。
故事由年輕人物的角度描繪了初戀，以及它如何影響他們的生活和願望。
本片為納得克·釘宮與奧蘭娜特·D·卡芭蕾斯首次演出的電影。

## 劇情
本片以以1939年第二次世界大戰初期的泰國為背景，以安蘇馬林最後一次與她的青梅竹馬瓦努斯的泰國年輕人見面開始。他要去英國留學，希望安蘇馬林能等待他回來並嫁給他。
不久，泰國遭到日本軍隊的入侵。日本帝國海軍在與曼谷相望的吞武里府建立了一個基地。那裡的日軍部隊由一位理想主義的年輕軍官小堀領導。有一天，他看到安蘇馬林在河裡游泳，就對她一見鍾情。安蘇馬林作為一名自豪的民族主義泰國女性，對於小堀是鄙夷的，因為他是外國人和入侵者。
儘管如此，小堀堅持要與安蘇馬林見面，並開始追求她。沒多久安蘇馬林發現小堀是一位很紳士的男性，就接受他的追求，但由於戰爭和參與抵抗運動，安蘇馬林對自己的感情狀態保密。
之後，出於政治原因，安蘇馬林的父親（自由泰人運動的領導人）堅持要她嫁給小堀。小堀明白安蘇馬林並非出於愛情而嫁給他，因此承諾不會跟他有親密關係，但他在婚禮後違背了誓言。
儘管如此，安蘇馬林對小堀已經有了感情，但仍然被對國家的感情和對青梅竹馬瓦努斯的愧疚感所撕裂，瓦努斯的回歸引發了兩人之間的衝突。

## 演員
- 納得克·釘宮 飾演 日軍軍官小堀
- 奧蘭娜特·D·卡芭蕾斯  飾演 安蘇馬林 （日文名字Hideko（英语：Hideko））
- 尼提斯·瓦拉亞農 飾演 瓦努斯
- 素拉猜·朱蒂馬功（英语：Caravan (Thai band)#Personnel） 飾演 Pol
- 蒙空烏托克（英语：Caravan (Thai band)#Personnel） 飾演 Bua
- Tatsunobu Tanikawa 飾演 Yoshi
- Kullapong Boonnak 飾演 安蘇馬林之父
- Mereena Mungsiri 飾演 安蘇馬林之母
- Jumnean Jareansub 飾演 安蘇馬林之祖母